# 이찬 (시인)
이찬(李燦, 일본식 이름: 靑葉薰아오바 이사오, 개명 이전의 이름: 이무종(李務鍾), 1910년 1월 15일 ~ 1974년 1월 14일)은 〈김일성 장군의 노래〉 작사가로 유명한 조선민주주의인민공화국의 친일 공산주의 계파 시인이다. 문화어로는 리찬이라고 한다.

## 생애
함경남도 북청 출신이다. 경성제이고등보통학교를 졸업했고 1927년에 열린 조선일보 학생문예 공모에서 시 〈나팔〉이 당선되면서 등단했다. 1929년에는 일본의 릿쿄 대학과 와세다 대학에서 수학했다. 이때 일본 유학 중이던 임화 등을 만나 사회주의 계열의 문학 운동에 뛰어들었다.
1931년 연희전문학교 문과에 입학했지만 나중에 제적되고 만다. 1931년 11월에는 재일 조선인 좌익 예술 단체인 동지사의 창립회원 겸 편집부원으로 참여했고, 1932년 5월에는 조선프롤레타리아예술가동맹 중앙위원으로 참여했다. 1932년 11월 19일부터 1934년 9월 4일까지 일명 '별나라 사건'에 연루되어 옥고를 치렀으며, 이후 고향인 북청에 내려가 시집을 발표했다. 카프 활동을 하던 초기에는 현실 참여적인 서술시를 썼으나, 복역한 뒤 간행한 시집 《대망(待望)》(1937), 《분향(焚香)》(1938), 《망양(望洋)》(1940)에는 허무적 정서로 나약한 지식인으로서의 고뇌를 털어놓는 내용이 들어 있다.

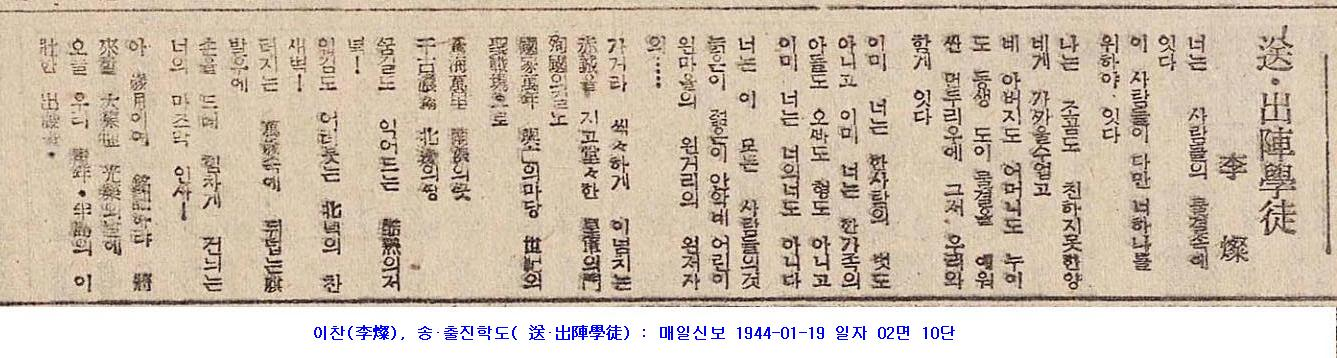
이찬(李燦), 송∙출진학도(送∙出陣學徒) : 매일신보 1944-01-19 일자 02면 10단

태평양 전쟁 기간 동안 친일 시를 발표했다. 1944년 《매일신보》와 《신시대》에 실은 〈송출진학도(送出陣學徒)〉가 대표적이다. 이 기간 중 친일 사회주의 계통의 희곡 작품도 창작했다. 아래와 같은 친일 시문이 알려져 있다.
- 『동양지광(東洋之光)』 昭和19(1944)년 3월호 「영예의 전범을」(원문 일어)
- 이찬(李燦), 「전사(餞詞) [상] - 징용(徵用)된 벗에게」 매일신보 1945년 2월 14일 2면 10단
- 이찬(李燦), 「전사(餞詞) [하] - 징용(徵用)된 벗에게」 매일신보 1945년 2월 15일 2면 10단

광복후 잠시 상경하여 서울에서 조선문학가동맹에 참가한 것 외에는 주로 북청을 중심으로 활동했으며, 자연스럽게 월북 작가가 되었다. 함경남도 혜산군 인민위원회 부위원장, 함남인민일보사 편집국장을 맡아 활동했고 북조선문학예술동맹 서기장도 맡았다. 이 시기에 펴낸 시집으로 《화원》(1946), 《승리의 기록》(1947), 《쏘련시초》(1947) 등이 있으며, 조선민주주의인민공화국 정권의 성립과 관련된 정치적 경향성이 강한 시를 창작했다.
1946년에는 조선민주주의인민공화국에서 널리 불리는 노래인 〈김일성장군의 노래〉를 작사했다. 이 노래는 조선민주주의인민공화국 문학에서 매우 중시하는 수령형상문학의 정수로 손꼽히며, 작사자인 리찬은 혁명시인으로서 높은 평가를 받고 있다.
조소문화협회 부위원장, 문화선전성 군중문화국장, 조선문학예술총동맹 중앙위원회 부위원장 등을 지냈다. 다부작 영화 《민족과 운명》 카프 작가편에서 그의 생애가 특별히 조명되기도 했다. 애국렬사릉에 유해가 묻혀 있다.
일제 강점기 말기의 친일 시 발표로 2008년 민족문제연구소가 정리한 친일인명사전 수록예정자 명단 문학 부문에 포함되었고, 2002년 발표된 친일 문학인 42인 명단에도 들어 있다. 친일 작품 수는 희곡 2편을 포함하여 총 8편이 밝혀져 있다. 친일반민족행위진상규명위원회가 발표한 친일반민족행위 705인 명단에도 포함되었다.

## 같이 보기
- 김일성 장군의 노래
- 조소문화협회

## 참고자료
- 권영민 (2004년 2월 25일). 《한국현대문학대사전》. 서울: 서울대학교출판부. 774쪽쪽. ISBN 89-521-0461-7.
- 김정선 (2007년 3월 14일). “네 개의 이름을 가진 시인 이찬 - 김응교 교수 '이찬과 한국 근대문학' 출간”. 연합뉴스. 2007년 9월 30일에 원본 문서에서 보존된 문서. 2008년 6월 1일에 확인함.
- 김준태 (2005년 8월 1일). “다시 읽는 통일시⑧ 리찬 〈눈 나리는 보성(堡城)의 밤〉 - 일제강점기, 함경도 진한 토착언어로 출발, ‘혁명시인’으로 거듭난 북녘의 대표적 시인”. 민족21. 2007년 10월 6일에 원본 문서에서 보존된 문서. 2008년 6월 1일에 확인함.